# Trackmark Cargo
Trackmark Cargo is een Keniaanse luchtvrachtmaatschappij met haar thuisbasis in Nairobi. Trackmark Cargo is opgericht in 1989.
Trackmark Cargo beschikt over een British Aerospace HS748-300 (juni 2007).